# Stare Węgorzynko
Stare Węgorzynko (deutsch Wangerin B) ist ein Dorf in der polnischen Woiwodschaft Westpommern. Es gehört zur Gmina Węgorzyno (Stadt- und Landgemeinde Wangerin) im  Powiat Łobeski (Labser  Kreis).

## Geographische Lage
Das Dorf liegt in Hinterpommern, etwa 30 Kilometer südsüdöstlich der Stadt Resko (Regenwalde), 13 Kilometer südsüdwestlich des Stadtkerns von Łobez (Labes) und sieben Kilometer südöstlich des Dorfs Runowo (Ruhnow), etwa 2 ½ Kilometer südlich des Stadtkerns von Węgorzyno (Wangerin).

## Geschichte
Die adligen Güter Wangerin A und Wangerin B waren ehemals alte pommersches Lehen der in Hinterpommern alteingeborenen Familie Borcke; Alleinbesitzer war am 11. November 1772 der Regierungsassessor Friedrich Wilhelm von Borck geworden. 
Die Vasallen-Tabelle von 1804 nennt den Kammerherrn Philip Ludwig Christoph August von Borcke als Besitzer von Wangerin B. Besitzer um 1873 war Hermann Carl Julius von Borck, Premier-Lieutenant a. D. 1884 wurde die Fläche des Borckschen Ritterguts Wangerin B mit 381 Hektar beziffert.
Am 1. April 1927 hatte das Rittergut Wangerin B eine Fläche von 621 Hektar, und am 16. Juni 1925 hatte der Gutsbezirk 202 Einwohner.
Die Gemarkung der Landgemeinde Wangerin B hatte um 1930 eine Fläche von 6,2 km². Im Gemeindegebiet standen insgesamt 15 bewohnte Wohnhäuser an vier verschiedenen Wohnstätten:
1. Häge
2. Jakobsthal
3. Rüdigershof
4. Wangerin B

Im Jahr 1945 gehörte die Gemeinde Wangerin B zum Kreis Regenwalde im Regierungsbezirk Köslin der preußischen Provinz Pommern des Deutschen Reichs. Wangerin B war dem Amtsbezirk Ruhnow zugeordnet.
Gegen Ende des Zweiten Weltkriegs wurde die Region im Frühjahr 1945 von der Roten Armee besetzt. Nach Beendigung der Kampfhandlungen wurde Wangerin B zusammen mit ganz Hinterpommern seitens der sowjetischen Besatzungsmacht der Volksrepublik Polen zur Verwaltung überlassen. Danach begann die Zuwanderung von Polen. Das deutsche Dorf Wangerin B wurde unter der Ortsbezeichnung ‚Stare Węgorzynko‘ verwaltet. In der Folgezeit wurde die einheimische Bevölkerung von der polnischen Administration aus Wangerin B und dem Kreisgebiet vertrieben.

### Demographie
| Jahr | Einwohner | Anmerkungen                                                                                    |
| ---- | --------- | ---------------------------------------------------------------------------------------------- |
| 1782 | –         | adliges Vorwerk, das zusammen mit dem Vorwerk Wangerin A acht Feuerstellen (Haushaltungen) hat |
| 1818 | –         | Wangerin mit Häge, 118 Einwohner; zwei Vorwerke, Wassermühle und Windmühle, Privatbesitzung    |
| 1825 | –         | zwei Vorwerke, zusammen 127 Einwohner                                                          |
| 1852 | –         | Wangerin A und B, zusammen 349 Einwohner                                                       |
| 1864 | 162       | am 3. Dezember, Gutsbezirk                                                                     |
| 1867 | 216       | am 3. Dezember, Gutsbezirk                                                                     |
| 1871 | 133       | am 1. Dezember, Gutsbezirk, sämtlich Evangelische                                              |
| 1885 | 95        | am 1. Dezember, Gutsbezirk, sämtlich Evangelische                                              |
| 1910 | 152       | am 1. Dezember, Gutsbezirk                                                                     |
| 1925 | 202       | sämtlich Evangelische                                                                          |
| 1933 | 161       | [ 14 ]                                                                                         |
| 1939 | 165       | [ 14 ]                                                                                         |